# Riedelglas

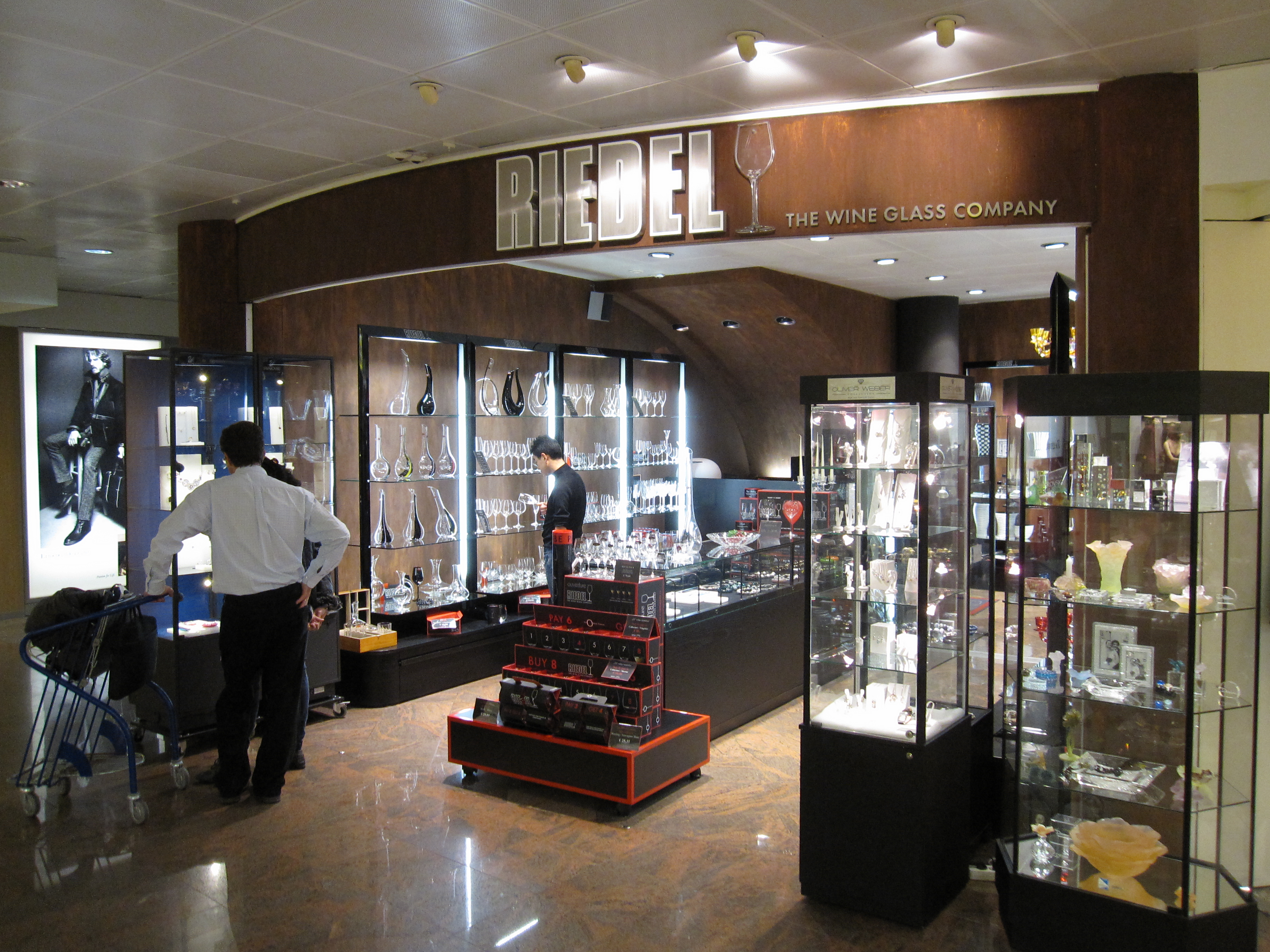
Riedelglas

Riedelglas komt van een Oostenrijks familiebedrijf te Kufstein, Tirol, dat producent is van kristallen drinkglazen en ander glaswerk. Zij hebben zich vooral toegelegd op het maken van series wijnglazen waarvan elk model glas specifiek is ontworpen voor één bepaalde of enkele type wijnen en andere karakteristieke dranken.

## Het wijnglas met haar filosofie
De traditionele bedrijfsfilosofie is, dat de inhoud de vorm van het glas moet bepalen. Het ontwerp van het glas moet ondergeschikt zijn aan de drank met haar eigenschappen. De wijn en wijn-technische drinkcriteria, bepalen dus de fysiologische aspecten van het vormen van het glas.
Een wezenlijk kwaliteitskenmerk is het dunne glas met een hoge stabiliteit. Hoe dikker een wijnglas, des te sterker is ook de invloed van de glastemperatuur op de wijn. Is het wijnglas dun, dan zal de aanbevolen en geschonken temperatuur van elke wijn direct worden ervaren.
Riedel produceert uitsluitend kleurloze wijnglazen - meestal van 24% loodkristal - omdat dit de enige manier is waarop wijn haar kleur, helderheid en consistentie perfect laat beoordelen. De grootte, vorm en doorsnede van de mondrand zijn precies op de geur-ontwikkeling afgestemd, en is zo een essentieel onderdeel om optimaal van een wijn te genieten. De neus moet voor elke druivensoort anders worden gepositioneerd. Ten slotte is de diameter van de mondrand ook bepalend voor de positie van het hoofd tijdens het drinken en eveneens neemt de tong bij elke houding een andere positie in.
Met bovengenoemde bijzondere kenmerken is het ISO proefglas de tegenpool van het Riedelglas. Immers, op proeverijen wil men juist geen beïnvloeding van het drinkglas op de eigenschappen van wijn hebben.
Voorbeelden van beïnvloeding door het glas,
De tong kan verschillende smaken onderscheiden.
- Punt van de tong - zoet
- Aan de zijkanten voor - zout
- Middenachter aan de zijkanten - zuur
- Achterzijde - bitter

Bourgogne-wijn is van de Pinot noir druif gemaakt. De eigenschap hiervan is dat het een breed, fijn en zoet-fruitig aroma heeft. Naast de complexe smaak hebben ze echter veel zuren. Zou zo’n wijn eerst vanaf het midden van de tong in de mond gebracht worden, dan lijkt deze zuurder en wranger dan zij in werkelijkheid is. Vanuit een kelk met een grote doorsnede wordt de wijn vanaf het begin - het puntje van de tong - in de mond gegoten. Het gevolg is dat deze informatie als eerste aan de hersenen wordt doorgegeven en pas daarna de andere - zuurdere - smaakcomponenten. Op deze wijze komt de wijn harmonischer over.
Van bordeaux-wijn en andere wijn van de Cabernet sauvignon druif zijn de zuren wat gematigder en zouden juist wat benadrukt mogen worden. Dat kan door de wijn op het midden van de tong te gieten met een kelkrand van kleinere doorsnede die deze over het puntje van de tong heen tilt.
Ook de inhoudsmaat van het glas is van invloed op vooral de geur, in vakterm “Bouquet” genoemd. Eenvoudige wijn en wijn met een broos bouquet, doen het in een glas met kleine kelk beter omdat anders de geur als het ware in het niets oplost. Complexe rijke wijnen geven een explosie van geuren waarmee zij het in een glas met veel volume, veel beter doen.
In wijnproefsessies wordt wel aangetoond dat één en dezelfde wijn in verschillende glazen zich geheel anders laat presenteren.
De rand van het glas is bij Riedel altijd eraf gesneden en geslepen zodat de drank niet eerst over een randje heen hoeft. Dik glas maakt minder goed contact met de mond dan dun glas.

## Glas-series
Riedel produceert meerdere series wijnglazen. Enkele hiervan zijn,
- Sommelier - Deze serie is mond-geblazen waardoor de wanddikte van het glas heel dun gehouden kan worden. De serie is er sinds 1973.
- Vinum - Is hun meest uitgebreide en standaard serie. Is er sinds 1986. Machinaal vervaardigd, maar met de hand afgewerkt.
- Ouverture - Elementaire glazen die veel in de horeca worden gebruikt. Loodvrij.
- Wine - Deze in 1999 ontworpen serie is van loodvrij glas.
- Vinum Extreme - In 2000 speciaal ontwikkeld voor wijnen uit de Nieuwe Wereld.
- O - Deze glazen zijn uitgevoerd zonder voet.
- Bar - Dit is een serie die op gedistilleerd, cocktails en late-night drankjes is gericht.
- Grape - In 2006 ontworpen serie voor met name wijnen van een bepaald druivenras.

## Familie en geschiedenis
De geschiedenis begon toen glashandelaren uit Neuschloß bij het Boheemse Leipa in 1673 een glasdynastie oprichtten. Boheems glas kreeg tegen het einde van de 17e eeuw een enorme impuls. Dit hield verband met de ontwikkeling van nieuw kalk-kristalglas, dat het toen gebruikelijke grove, massieve dikwandige glas verving.
Johann Christoph Riedel was een talentvolle handwerker in gebrandschilderd glas en het vergulden van voorwerpen begin 18e eeuw. Zijn vader was een van de glashandelaren in de Bohemen.
Johann Christoph’s zoon Johann Leopold Riedel richtte in 1756 het bedrijf Riedel op. Hij bezat toen meerdere fabrieken.
Twee Riedel richtingen,
Toen Johann Leopold Riedel in 1800 op 74-jarige leeftijd overleed werd hij opgevolgd door zijn zoon Carl Joseph Riedel. Zijn oudste zoon Anton Leopold Riedel leidde ook een van de fabrieken, maar richtte zich op gekleurd en massief glas. Hierdoor ontstonden twee verschillende Riedelglas-lijnen. Als gevolg van onder meer de napoleontische oorlogen moest Anton Leopold de productie in 1819 staken. Hij was 60 jaar toen hij in 1821 stierf.
Industrialisatie,
Zijn zoon Franz Xaver Anton Riedel - een getalenteerde glaskunstenaar - nam uiteindelijk het bedrijf van zijn vader over. Hij kon profiteren van de opkomende Biedermeier-stijl en aantrekkende conjunctuur. Daarnaast begon hij industrieel glas-massaproducten te produceren. Zijn werk werd beschouwd als een schakel tussen de oude ambachtelijke tijd en moderne industriële productie. Vanwege de voortdurend toenemende orders voor de glasfabriek bouwde hij in 1828 nog een fabriek. 
Omdat hij geen mannelijke nakomelingen had, benoemde hij zijn neef Josef Riedel tot opvolger. In 1840 - toen Josef 21 jaar was - trouwde deze met zijn nicht Anna Maria, die dochter van Franz Xaver Anton was. In 1844 nam Josef Riedel als 6e generatie het bedrijf over.
De Glaskoning van het Isergebergte,
Naast de fabrieken die Josef al had, kocht hij er nog een in 1849, bouwde er een in 1866 en een jaar later nog een.
In 1868 ging hij over tot het stoken op gas voor zijn fabrieksovens, waardoor hij de intensieve exploitatie van de bossen rondom zijn fabrieken kon beëindigen.
Riedel verkocht zijn glaswerk in die tijd niet alleen in Duitsland, Frankrijk en Italië, maar nu ook in Azië, Noord-Amerika en Afrika. Nog meer bedrijven zette hij op of werden door hem gekocht.
Als “Glaskoning van het Isergebergte” was hij voor de hele regio met zijn fabrieken de motor in zowel technisch als sociaal opzicht. Meer dan 1300 werknemers participeerden in zijn levenswerk. Hij voerde verschillende sociale zekerheden in zoals ziekengeld en ziekenzorg. Daarna ook vrije zon- en feestdagen. Josef Riedel was een van de grootste industriëlen van de Oostenrijks-Hongaarse monarchie in de 19e eeuw.
Toen hij op 24 april 1894 stierf liet hij zijn zoon Josef Anton Riedel een glasimperium na.
De wetenschapper,
Josef Anton Riedel “de jongere”(1862 - 1924) belichaamde de 7e Riedel generatie. Hij was een kind uit het tweede huwelijk van Josef Riedel en Johanna Clementine Neuwiger. Zijn interesse naast het glas was de wetenschap. Als getalenteerde chemicus en technicus richtte hij het eerste laboratorium voor de glasindustrie in het Noord-Boheemse op. Onder zijn leiding zijn bepaalde bewerkingen mogelijk gemaakt en patenten verkregen. Rond die eeuwwisseling was Riedel marktleider van zowel ruw als bewerkt glas.
Wereldoorlogen,
Een keerpunt bracht de Eerste Wereldoorlog met zich mee. Op de wereldmarkt gaf dat drastische veranderingen en overzeese exportmarkten gingen verloren. Als gevolg van de oorlog stortte de Oostenrijks-Hongaarse monarchie ineen. Bohemen was nu deel uit gaan maken van de nieuwe Tsjechische Republiek.
Tijdens een familiebijeenkomst was Walter Riedel (1895-1974) vastbesloten om zijn vader op te volgen. Hij werkte in de naoorlogse jaren voor het bedrijf en nam in 1924 - kort na de dood van zijn vader - het bedrijf met meer dan 3200 werknemers over. In 1925 kwam zijn zoon Claus Josef Riedel ter wereld.
Walter Riedel was verantwoordelijk voor de eerste collectieve overeenkomsten in de glasindustrie en stroomlijnde het productieproces zo dat er geen werknemers wegbezuinigd behoefte te worden.
De beurskrach van 1929 deed de uitvoer van goederen tussen 1929-1933 met de helft krimpen. Desondanks investeerde Walter Riedel toch. Hij gemoderniseerde de ovens en automatiseerde de productieprocessen. Hij concentreerde zich op zijn "corebusiness". Hij bereidde werk voor om glas voor de brillen industrie te maken, ontwikkelde brillenglazen met een zijden glans en maakte er - net als 100 jaar daarvoor zijn voorvaderen gedaan hadden - kleurrijke glazen armbanden en dergelijke. Ondanks verdere orders - zoals achterlichten voor auto's - bleef de situatie gespannen.
De spanningen tussen de Sudeten-Duitsers en de Tsjechen groeiden in de vroege jaren 30. Dat was ook economisch merkbaar. De Tsjechen, in het hart van de Republiek ontvingen overheidssteun, en konden veel goedkoper produceren. De Sudeten-Duitse firma's reageerden door levering aan de Tsjechen te boycotten en vormden kartels. Als toonaangevende ondernemer werd Walter Riedel ongewild de woordvoerder van de Sudeten-Duitse belangen. De spanningen tussen de Tsjechen en de Duitse minderheid namen toe. In Duitsland werd de NSDAP steeds machtiger. De Overeenkomst van München van 1938 opende voor Duitsland de weg voor de "bevrijding" van het Sudetenland. Op 9 oktober van dat jaar trokken Duitse troepen het gebied binnen. Walter Riedel werd door het Rijksministerie van Economische Zaken in Berlijn tot hoofd van het "District Sudetenland van de economische groep glasindustrie" benoemd.
Kort na het begin van de Tweede Wereldoorlog begon Riedel met de productie van gesponnen glasvezels die in de eerste plaats nodig waren voor technische isolatie. Het kwam hier tot samenwerking met de Thüringer industrieel Werner Schuller. Deze had een proces ontwikkeld om zonder de in die tijd moeilijk verkrijgbare platina, toch vezels te kunnen spinnen. Riedel was gedwongen om meer en meer “technisch glas” te produceren, in het bijzonder lenzen en prisma's. Zijn glaskunstwerken waren door de leiding in Berlijn als een verschrikking bestempeld. De glasproductie voor de krijgsmacht - Riedel moest een groot radarscherm produceren - zou na de oorlog gevolgen hebben.
Op 8 mei 1945 stond de productie bij Riedel in Polaun (Tsjechisch: Polubný) onder Russisch toezicht. Walter Riedel werd in hechtenis genomen. Op 4 december 1945 werd hij gedwongen een vijfjarig contract te ondertekenen en naar Rusland gebracht. Hij hielp bij de wederopbouw van Russische glasfabrieken. Na het verstrijken van het contract wilde Riedel terug naar het Westen, maar ze lieten hem niet gaan. Riedel ging op zoek naar advies bij de Oostenrijkse ambassade in Moskou en trof voorbereidingen voor de reis naar huis.
Blijkbaar sprak hij over zijn activiteiten in Rusland. Dat werd door de Russen uitgelegd als verraad van staatsgeheim. Hierop werd hij wederom gearresteerd en verbleef nog eens vijf jaar in Russisch gevangenschap.
De banktegoeden, van alle ondernemingen en privé-eigendommen van de familie Riedel, werden in 1946 bij besluit van de president van de Tsjechoslowaakse Republiek in beslag genomen. Het glasbedrijf " Jos. Riedel " in Polaun behoorde tot het verleden.
Een nieuw begin,
Op 16 maart 1946 ontsnapte Walter Riedel's zoon - de inmiddels 21-jarige Josef Claus Riedel - door van de krijgsgevangenentrein te springen. Met de financiële hulp van de familie Swarovski - die sinds 1895 in Wattens, Tirol, een fabriek voor gepolijste edelstenen bedreven - zag hij in 1954 zijn kans een Tiroler glasfabriek uit een faillissement over te nemen. De zoon van oprichter Daniel Swarovski was bij Josef Claus Riedel's grootvader Joseph in de leer geweest. Een jaar later, in 1955, kwam zijn vader Walter terug uit gevangenschap. Claus Riedel bouwde samen met zijn vader de Tiroler Glashütte fabriek op. In 1956 - 200 jaar na de oprichting van het eerste glasbedrijf in Bohemen - werd de glasproductie in Kufstein onder de naam "Riedel-Glas" hervat. Josef Claus Riedel overleed op 17 maart 2004 op 79-jarige leeftijd.

## De huidige onderneming
Tegenwoordig is het bedrijf in handen van de 10e en 11e generatie. Georg Josef Riedel en zijn zoon Maximiliaan. Op 17 september 2004 nam Riedel 100% van de aandelen van het bedrijf F.X. Nachtmann Bleikristall GmbH, en daarmee de directe concurrent Kristallglasfabrik Spiegelau GmbH. De merken Riedel, Spiegelau en Nachtmann opereren verder onder de naam "Riedel Glass Works". Al in 2006 droeg Nachtmann op eigen kracht bij aan positieve resultaten in de groep. In 2007 zette de Riedel-groep met zijn drie-merkenconcept een omzet van 250 miljoen euro om, en dat was 10 miljoen meer dan in 2006.
Op 20 december 2004 benoemde Georg Riedel zijn zoon, Maximiliaan J. Riedel, tot CEO van dochteronderneming "Riedel Crystal of America". Maximilian heeft sinds januari 2001 als "vicevoorzitter" de leiding over de Noord-Amerikaanse markt. In die hoedanigheid is de verkoop van Riedel tussen 2001-2004 met 75% toegenomen en daarmee de VS als grootste exportmarkt. Hij is als CEO verantwoordelijk voor zowel de Amerikaanse als de Canadese markt.
Sinds 1986 gebruikt Riedel omwille van het milieu, elektrisch verwarmde ovens.
Op 18 januari 2006 werd Rafael Rocco Riedel, de zoon van Georg Riedel’s dochter Laetizia Riedel-Röthlisberger, geboren. Hij zal daarmee de 12e Riedel-generatie zijn.
De Nachtmann-fabriek met 260 medewerkers in Sankt Oswald-Riedlhütte  in Beieren gaat een onzekere toekomst tegemoet, omdat sluiting al enkele malen is uitgesteld.